# Secutor ruconius
Secutor ruconius är en fiskart som först beskrevs av Hamilton 1822.  Secutor ruconius ingår i släktet Secutor och familjen Leiognathidae. Inga underarter finns listade i Catalogue of Life.